# Joaquim Fernandes

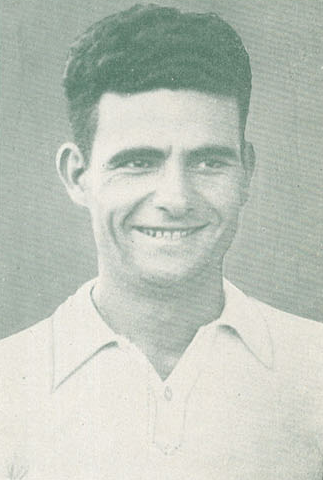
Joaquim Fernandes em 1939

Joaquim Fernandes nascido em Paio Pires é um ciclista de Portugal. Venceu a Volta a Portugal em 1939.

## Palmarés
- 1939, CUF, Portugal
- 1934 - 9º na Classificação Geral da Volta a Portugal
- 1935 - 10º na Classificação Geral da Volta a Portugal
- 1935 - 5º na Classificação Final do (Lisboa - Azambuja - Lisboa)
- 1936 - 1º na Classificação Geral da Volta ao Algarve
- 1938 - 3º na Classificação Geral da Volta a Portugal
- 1939 - 2º na Classificação Geral Final do (Porto - Lisboa)
- 1939 - 1º na etapa 2 da Volta a Portugal, Odemira (Beja)
- 1939 - 1º na etapa 18 da Volta a Portugal, Amarante (Porto)
- 1939 - 1º na etapa 25 da Volta a Portugal, Figueira da Foz (Coimbra)
- 1939 - 1º na Classificação Geral da Volta a Portugal

## Carreira desportiva
- 1939, venceu a Volta a Portugal

Joaquim Fernandes nasceu em Coina, no dia 22 de Maio de 1914, viveu sempre nesta freguesia, com os seus irmãos e pais até aos 16 anos de idade. Nessa altura foi viver para casa do seu tio paterno, Júlio Fernandes, figura conhecida em Coina, a sua ligação com os seus primos Vasco e José Fernandes era tão grande, que os considerava como seus irmãos.
Desde tenra idade o seu gosto pelas bicicletas era notório. Seu tio Júlio e Albino Macedo, vasto comerciante no Barreiro, apoiaram-no a evoluir no ciclismo. Foram o braço direito nas andanças do ciclismo, mas principalmente Albino Macedo, contrataram treinadores e adquiriram bicicletas adequadas ao seu tamanho (1,98 cm).
Desde o início da VIII Volta a Portugal, em 1939, Joaquim Fernandes mostrou as suas qualidades. Esteve depositada uma grande confiança neste ciclista e a vitória não apanhou ninguém de surpresa. O seu clube, Unidos Futebol Club (ex CUF), via nele uma esperança, foi rijo, voluntário e responsável a todas as «fugas».
Para se avaliar a sua força de vontade e de rigidez, basta dizer que, em 1934, resolveu tomar parte no Porto-Lisboa, mas não obstante a sua bicicleta ser de um peso sensivelmente superior ao das bicicletas usadas pelos outros concorrentes, não desistiu dos seus instintos. Correu e chegou em quinto lugar, ao lado dos melhores elementos do ciclismo nacional. Foi a sua primeira prova de envergadura. Correu em seguida, no mesmo ano, na «Volta a Portugal», durante a qual pôde ser apresentado como um exemplo flagrante de decisão, tenacidade e espírito desportivo. Na classificação ficou em nono lugar.
A VIII Volta a Portugal foi organizada pelos jornais "Diário de Noticias" e "Os Sports". Teve início no dia 3 de Agosto de 1939, na cidade do Montijo e terminou no dia 20 de Agosto de 1939, na cidade de Lisboa, no campo de 28 de Maio.
Joaquim Fernandes venceu a VIII Volta a Portugal, considerada como uma das provas mais duras e maiores, com cerca de 2617 km e 31 etapas. Classificou-se em 1º lugar em quatro etapas, chegando a vestir a camisola amarela:
"Por coincidência, vestiu a «camisola amarela» na terra se seu avô paterno, "José Fernandes", de onde era natural, cidade de Matosinhos…"
"Tem 26 anos e, portanto ainda se encontra na pujança da sua modalidade, sendo fácil de adivinhar próximos triunfos para si e motivos de orgulho para os habitantes de Coina, terra da sua naturalidade…"
A acompanhar Joaquim Fernandes na VIII Volta a Portugal, além dos carros de apoio também seguia-o mais três ou quatro carros, com familiares e amigos mais próximos, entre eles: Albino Macedo, Manuel Monteiro (sogro), e sua família, incluído José Inácio Monteiro (cunhado), grande aficionado de todo o desporto.
Os Barreirenses e as pessoas de família aguardavam ansiosamente a chegada de Joaquim Fernandes. Este revelou sem grandes luxos, desvendou a sua alegria de ver comprido o seu sonho:
"… a prova não foi dura, mas consegui o titulo de «rei de azar» uma verdadeira «macaca» perseguiu-me sempre: «máquina» avariada, «furos», quedas, enfim uma tortura. Hoje cheguei a desesperar, pensando que o meu último «azar» implicaria na perda da posição da minha equipa. Esta preocupação deu-me alento para recuperar o atraso, montando uma «máquina» pequeníssima que me emprestaram."